# Nicolas Hasler
Nicolas Hasler (Vaduz, Liechtenstein, 4 de mayo de 1991) es un futbolista liechtensteiniano. Juega de centrocampista y su equipo es el F. C. Vaduz de la Challenge League.

## Clubes
| Club                 | País           | Año       |
| -------------------- | -------------- | --------- |
| F. C. Balzers        | Liechtenstein  | 2009-2010 |
| ESV Eschen/Mauren    | Liechtenstein  | 2010-2011 |
| F. C. Vaduz          | Liechtenstein  | 2011-2017 |
| Toronto F. C.        | Canadá         | 2017-2018 |
| Chicago Fire         | Estados Unidos | 2018-2019 |
| Sporting Kansas City | Estados Unidos | 2019-2020 |
| F. C. Thun           | Suiza          | 2020-2022 |
| F. C. Vaduz          | Liechtenstein  | 2022-     |

## Selección nacional
Hasler debutó con la selección de fútbol de Liechtenstein el 11 de agosto de 2010, en un partido amistoso frente a la selección de fútbol de Islandia.
Marcó su primer gol con la selección el 11 de octubre de 2013 en la derrota por 4-1 frente a Bosnia y Herzegovina.

## Estadísticas

### Selección nacional
| Adulta Liechtenstein | 2010          | 1  | 0 | 2  | 0 | - | - | 3  | 0 |
| Adulta Liechtenstein | 2011          | 2  | 0 | 5  | 0 | - | - | 7  | 0 |
| Adulta Liechtenstein | 2012          | 3  | 0 | 4  | 0 | - | - | 7  | 0 |
| Adulta Liechtenstein | 2013          | 4  | 0 | 5  | 1 | - | - | 9  | 1 |
| Adulta Liechtenstein | 2014          | 3  | 0 | 4  | 0 | - | - | 7  | 0 |
| Adulta Liechtenstein | 2015          | 2  | 0 | 3  | 0 | - | - | 5  | 0 |
| Adulta Liechtenstein | 2016          | 2  | 0 | 3  | 0 | - | - | 5  | 0 |
| Adulta Liechtenstein | 2017          | 1  | 1 | 5  | 0 | - | - | 5  | 1 |
| Adulta Liechtenstein | 2018          | 2  | 0 | 6  | 1 | - | - | 8  | 1 |
| Adulta Liechtenstein | Total         | 20 | 1 | 37 | 2 | 0 | 0 | 57 | 3 |
| Total carrera | Total carrera | 19 | 1 | 37 | 2 | 0 | 0 | 57 | 3 |
| (1) Incluye los partidos de la Clasificación para la Eurocopa (2012, 2016), Clasificación de UEFA para la Copa Mundial de Fútbol (2014, 2018) y la Liga de Naciones de la UEFA (2018-19) |               |    |   |    |   |   |   |    |   |

## Palmarés

### Títulos nacionales
| Título                          | Club       | País          | Año  |
| ------------------------------- | ---------- | ------------- | ---- |
| Challenge League                | FC Vaduz   | Suiza         | 2014 |
| Copa de Liechtenstein           | FC Vaduz   | Liechtenstein | 2013 |
| Copa de Liechtenstein           | FC Vaduz   | Liechtenstein | 2014 |
| Copa de Liechtenstein           | FC Vaduz   | Liechtenstein | 2015 |
| Copa de Liechtenstein           | FC Vaduz   | Liechtenstein | 2016 |
| Copa de Liechtenstein           | FC Vaduz   | Liechtenstein | 2017 |
| Copa MLS                        | Toronto FC | Canadá        | 2017 |
| MLS Supporters' Shield          | Toronto FC | Canadá        | 2017 |
| Campeonato Canadiense de Fútbol | Toronto FC | Canadá        | 2018 |